# 華爾街23號

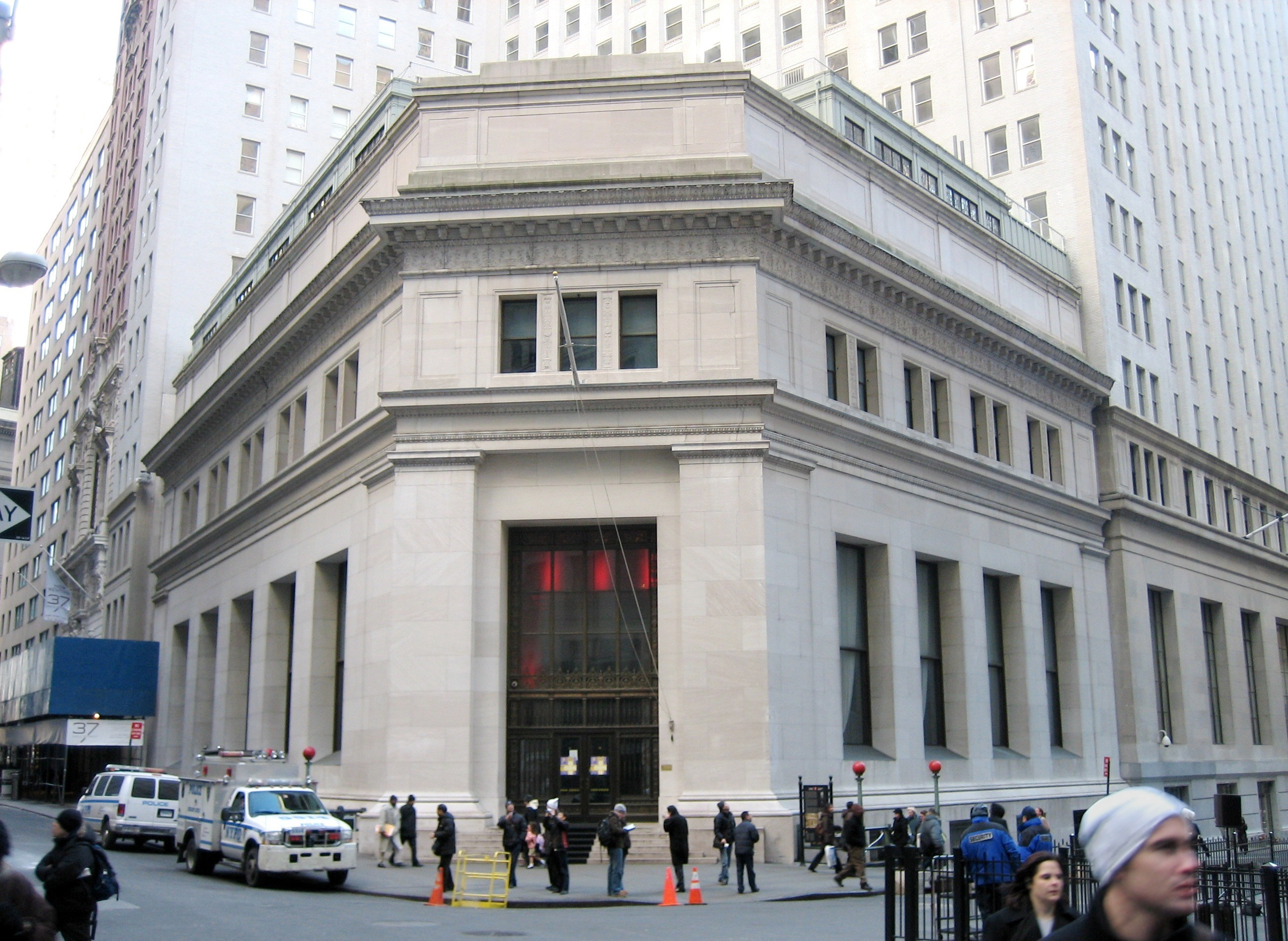
華爾街23號

華爾街23號（23 Wall Street）是美國紐約市華爾街和百老街交匯處的一座建築，曾經由JP摩根所有。1965年，華爾街23號被列入紐約市地標，並在1972年被列入國家史跡名錄。華爾街23號修建於1913年，曾是JP摩根的總部。

## 外部連結
- 23 Wall Street at NYC-architecture.com （页面存档备份，存于）